# Niagarafälle
Die Niagarafälle (englisch Niagara Falls [naɪˌæɡ(ə)ɹəˈfɔːlz]) sind Wasserfälle des Niagara-Flusses an der Grenze zwischen dem US-amerikanischen Bundesstaat New York und der kanadischen Provinz Ontario.
Niagara Falls ist zudem der Name der beiden Schwesterstädte Niagara Falls im US-Bundesstaat New York und Niagara Falls in der kanadischen Provinz Ontario, in deren Zentrum sich die Fälle befinden.

## Name
Hinsichtlich der Herkunft des Namens der Wasserfälle gibt es verschiedene Theorien. Laut dem Gelehrten Bruce Trigger leitet sich Niagara von dem Namen ab, der einem Zweig der einheimischen neutralen Konföderation gegeben wurde und der auf mehreren französischen Karten des Gebiets aus dem späten 17. Jahrhundert als Niagagarega beschrieben wird. 
Laut George R. Stewart geht der Name zurück auf eine Irokesenstadt Onguiaahra, was „zweigeteilter Landpunkt“ bedeutet.
Eine verbreitete amerikanische Aussprache des Namens setzt das zweite „a“ in Niagara stumm, sodass die Aussprache dem Wort Viagra ähnelt. Diese Aussprache ist ein verbreiteter Irrtum.

## Geographie

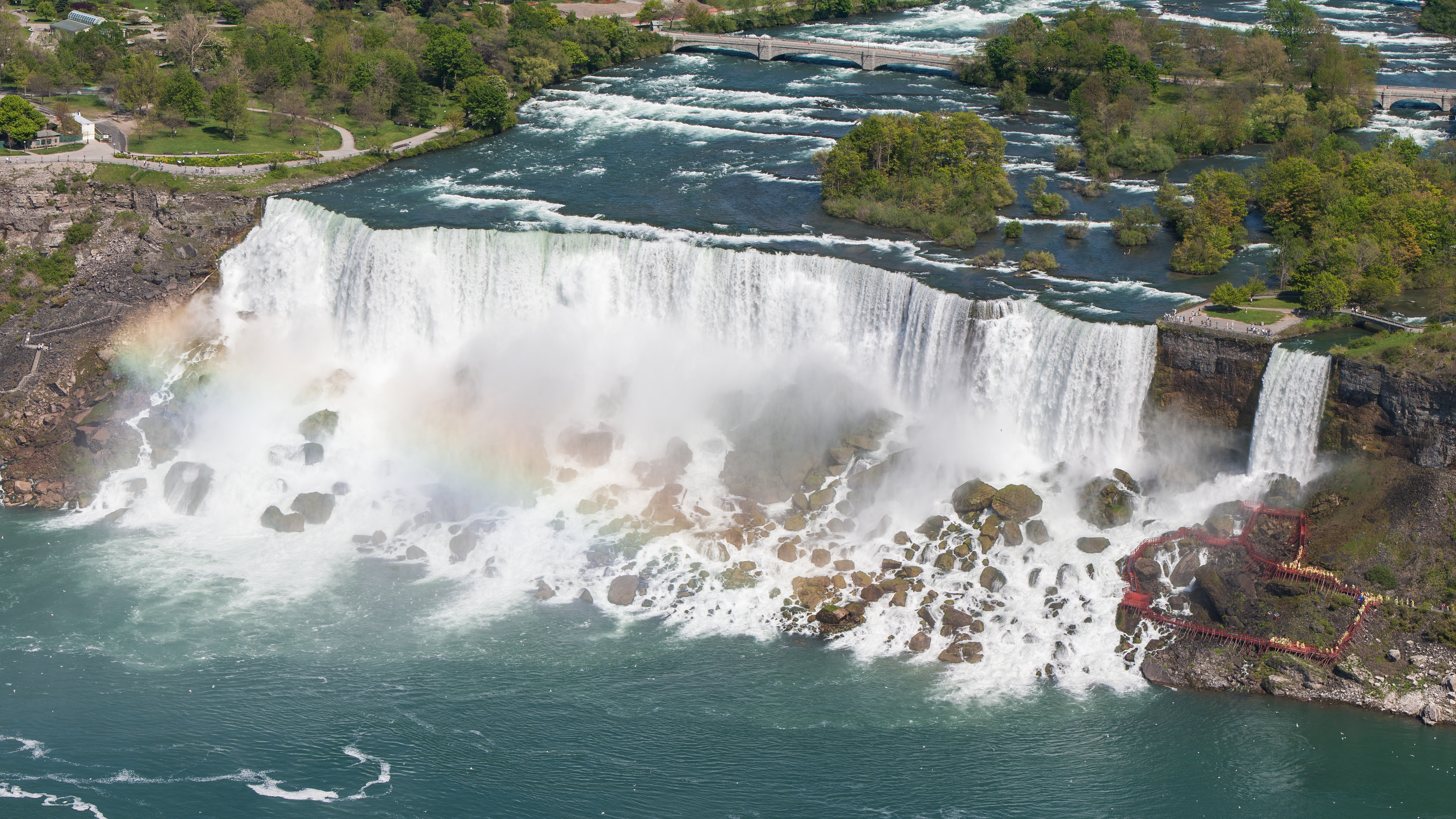
Die American und Bridal Veil Falls vom Skylon Tower aus

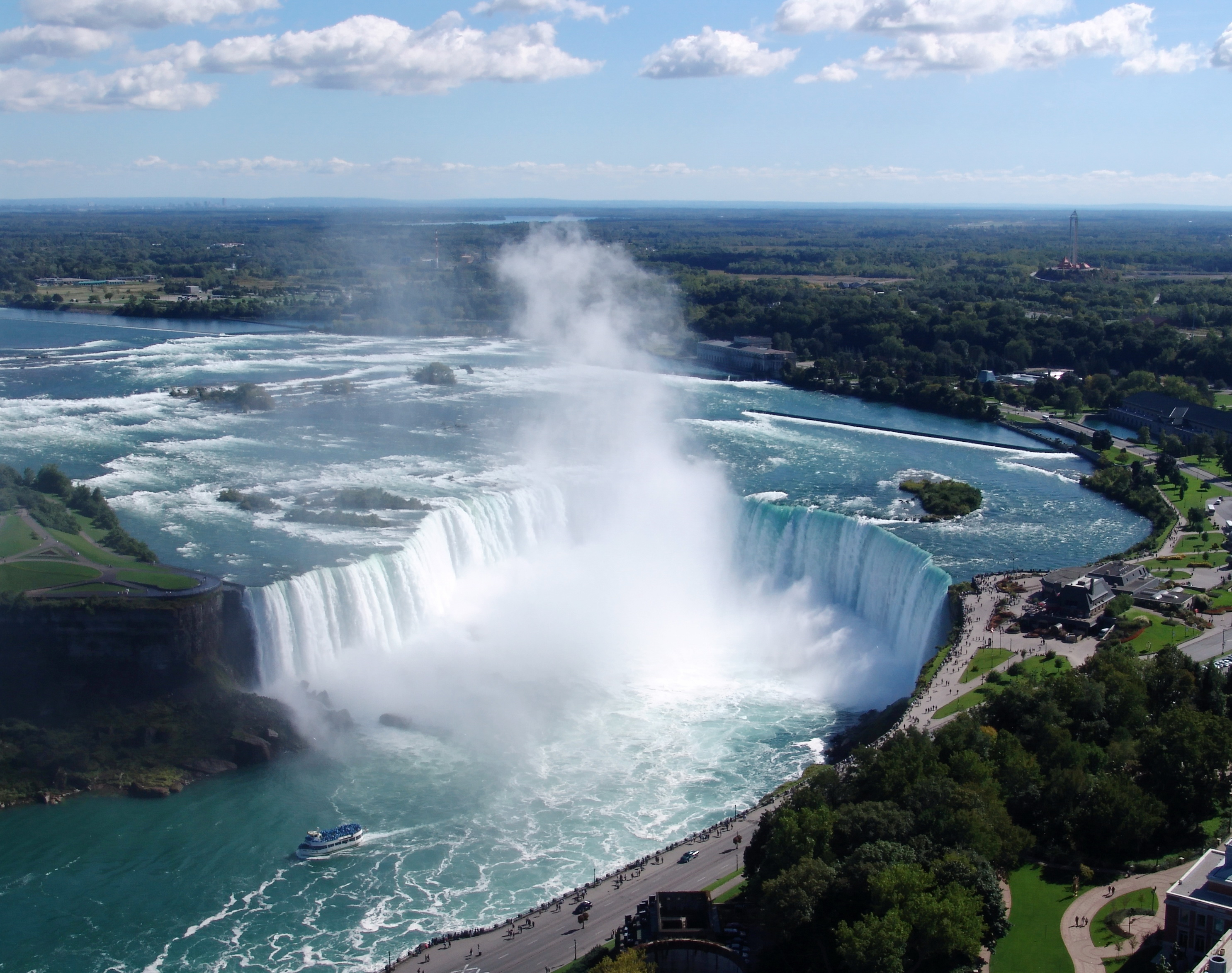
Die kanadischen Horseshoe Falls vom Skylon Tower aus

Der Niagara River verbindet den Eriesee mit dem Ontariosee. An den Niagarafällen stürzt er 57 Meter in die Tiefe. Die oben gelegenen Inseln Luna Island und Goat Island (Ziegeninsel) spalten die Fälle in drei Teile: die American Falls und die kleineren Bridal Veil Falls, die beide ausschließlich auf US-amerikanischem Gebiet liegen, und die Horseshoe Falls, durch die die Grenze zwischen den USA und Kanada verläuft. Die American Falls haben eine Kantenlänge von 260 m, die Horseshoe Falls eine von 670 m. Das Wasser der American Falls fällt aus einer Höhe von 21 bis 34 m Höhe auf eine Sturzhalde, die bei einem Felssturz 1954 entstand. Die Horseshoe Falls haben eine freie Fallhöhe von 57 m. Schiffe umfahren die Fälle durch den zwölf Kilometer westlich liegenden, 43,4 km langen Wellandkanal.
Der Wasserdurchfluss des Niagara Rivers beträgt durchschnittlich 5750 m³/s, wobei am Tag mindestens 2832 m³/s (etwa die Hälfte der gesamten Wassermassen) die Fälle hinunterstürzen. Die verbleibende Wassermasse wird über ein Stauwehr für die Stromgewinnung umgeleitet. Nachts werden die Wasserfälle auf mindestens 1416 m³/s gedrosselt (etwa ein Viertel des gesamten Wasserdurchflusses). Zu Saisonzeiten werden die Wasserfälle so allmorgendlich per Knopfdruck eingeschaltet.

## Geologie

Profil der Großen Seen, in der Mitte die Niagarafälle

Vor 12.000 Jahren am Ende der letzten Kaltzeit schmolzen die letzten großen Gletscher in diesem Gebiet und brachten den Eriesee zum Überlaufen. Die Schmelzwasser bildeten den Fluss Niagara, der sich über die Klippen der Niagara-Schichtstufe in den Ontariosee ergoss.
Die Schichtstufe besitzt dabei eine geologische Besonderheit: Unter dem harten Dolomitgestein der Oberfläche befindet sich weicheres Schiefergestein. Die Wassermassen am Fuß der Fälle erodieren das Schiefergestein, bis sich der Überhang aus hartem Dolomit nicht mehr hält und in das Flussbett stürzt. Die Erosion beträgt ca. 1,8 Meter pro Jahr. Auf diese Weise haben sich die Fälle seit ihrer Entstehung bereits über 11 Kilometer von der Niagara-Schichtstufe weg Richtung Eriesee bewegt. Auf diesem Rückzug ist der heute etwa 5 Kilometer unterhalb der Fälle liegende Niagara Whirlpool entstanden. Von den Niagarafällen weiter flussaufwärts sind es etwa 28 Kilometer bis zum Eriesee. 
Durch teilweise Umleitung des Flusses zu einige Kilometer entfernten Wasserkraftwerken werden die herunterstürzenden Wassermengen reduziert. Durch die Wasserentnahme für die Kraftwerke hat sich die Wucht der Fälle vermindert und die Erosion verlangsamt.

## Trockenfallen, Zufrieren

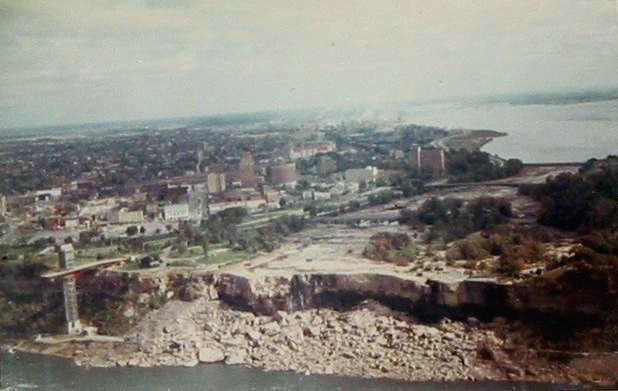
Trockengelegte Fälle (1969)

Am 29. März 1848 berichteten Zeitungen über eine sich verringernde Wassermenge an den Niagarafällen. Am Morgen des 30. März lag das gesamte Flussbett zwischen Fort Erie und den Wasserfällen trocken. Ein Sturm hatte die Eisschollen auf dem Eriesee in Bewegung gebracht und den Austritt des Flusses bei Buffalo dreißig Stunden lang blockiert, bevor sie wieder in Bewegung kamen und der Fluss wieder strömen konnte. Viele Menschen in den umliegenden Städten suchten den zu einer Attraktion für Touristen und Medien gewordenen trockenen Flusslauf auf und nahmen die zutage getretenen Überreste des Krieges von 1812 wie Bajonette und Tomahawks als Souvenirs mit.
Am 26. Januar 1936 waren die Niagarafälle weitgehend zugefroren. Zuvor war es wochenlang besonders kalt gewesen. Im Februar 2015 waren sie zu einem großen Teil zugefroren.
Im Juni 1969 wurden die American Falls für fünf Monate trockengelegt und geologisch untersucht. Auch wurde Beton in den Fels gedrückt, um der Erosion Einhalt zu gebieten. Die Idee, die 1954 entstandene Sturzhalde zu beseitigen, wurde aufgegeben, auch weil sie die Wand, über die die American Falls stürzen, stabilisiert.

## Befahrungen und Überquerungen

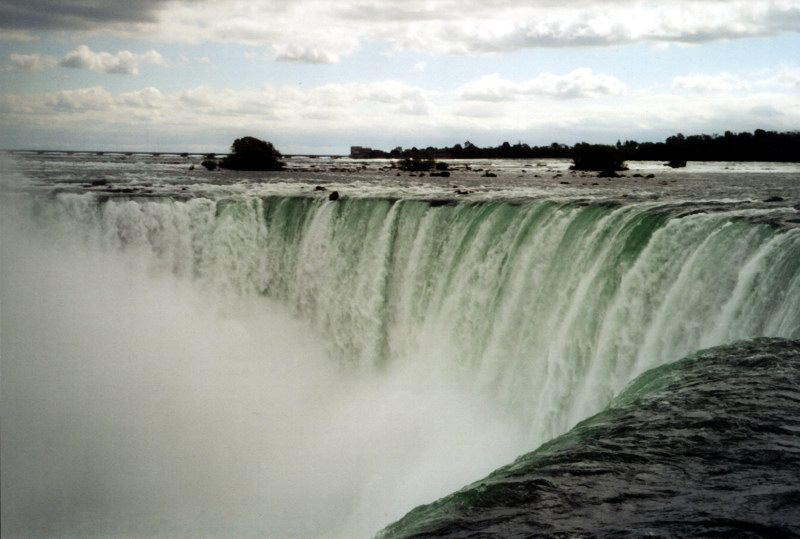
Kanadische Seite der Fälle

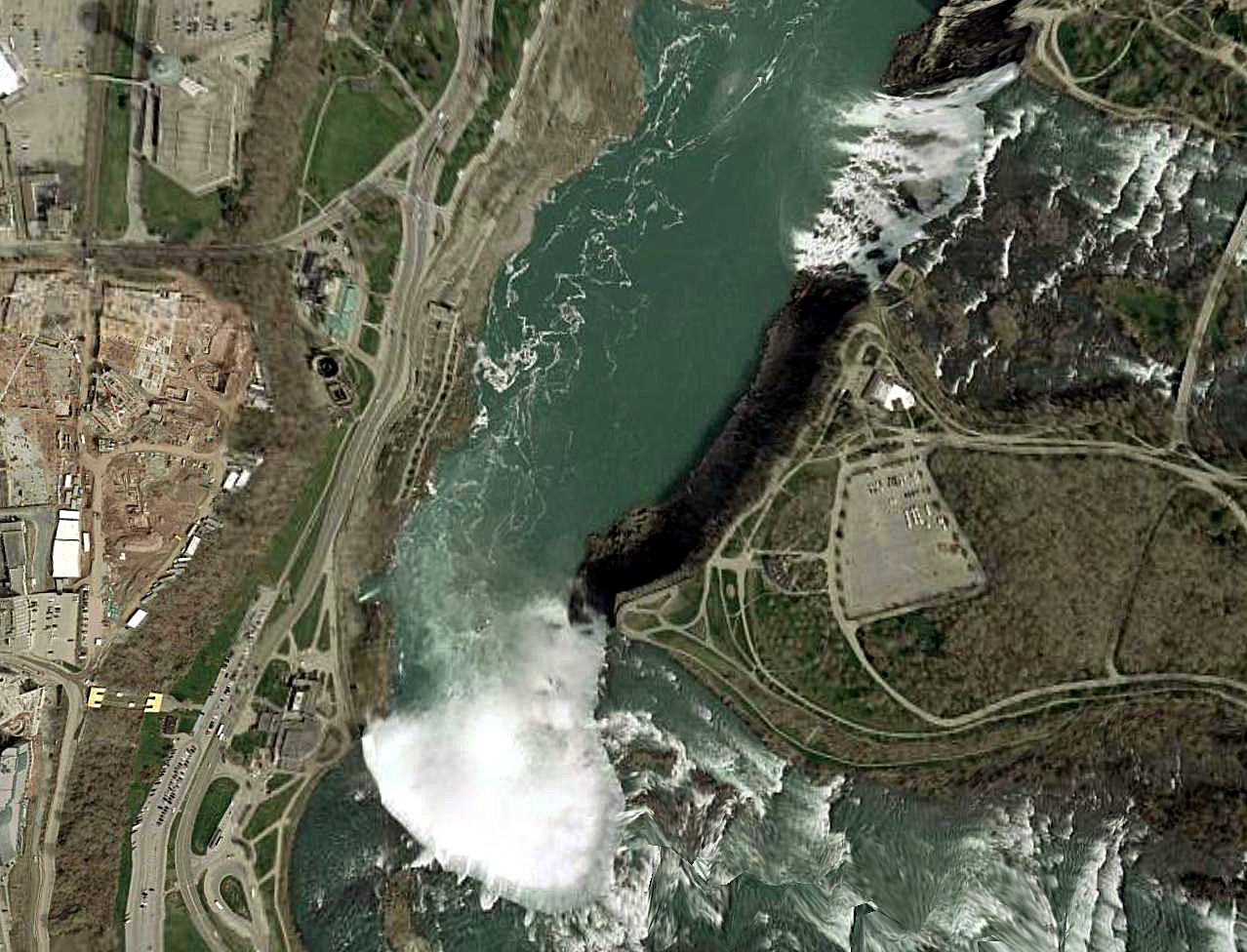
Satellitenbild der Niagarafälle

Zahlreiche Befahrungen der Horseshoe Falls wurden bisher versucht. Manche Personen stürzten sich zum Beispiel in gepolsterten Tonnen oder Booten die Fälle hinunter. Der erste dokumentierte Fall stammt aus dem Jahr 1829. Etwa jeder zweite Versuch endete tödlich. Die erste erfolgreiche Befahrung gelang am 24. Oktober 1901 der 63-jährigen Lehrerin Annie Taylor in einem Holzfass. Befahrungsversuche sind eine Straftat und werden seit den 1980er Jahren mit relativ hohen Geldstrafen oder Gefängnis geahndet. Weil die American Falls die geringere Strömung aufweisen und seit 1954 auf eine große Schutthalde stürzen, ist nicht bekannt, dass jemals ein Mensch einen Sturz über diesen Teil der Fälle überlebte.
Am 9. Juli 1960 kenterte der damals siebenjährige Roger Woodward wegen Motorproblemen mit einem 4-m-Boot oberhalb der Horseshoe Falls und stürzte nur mit Rettungsweste und Badehose die Fälle hinunter. Seine Schwester Deanne wurde von zwei Passanten noch oberhalb der Fälle aus der Strömung des Niagara River gezogen. Roger wurde in der Niagara-Schlucht am Fuß der Fälle von der Mannschaft des Ausflugsbootes „Maid of the Mist II“ gerettet. Bis auf eine leichte Gehirnerschütterung, wegen der er drei Tage im örtlichen Krankenhaus behandelt wurde, blieb er unverletzt. Der 40-jährige James Honeycutt aus Niagara Falls (New York), der die Geschwister als Freund der Familie auf die Bootsfahrt mitgenommen hatte, überlebte den Sturz über die Fälle nicht; seine Leiche wurde nach vier Tagen gefunden.
Kirk Jones aus Canton im Bundesstaat Michigan gilt als der erste Mensch, der einen Sturz an den Niagarafällen ohne jegliche Hilfsmittel überlebte. Er stürzte sich am 20. Oktober 2003 den Hufeisenfall hinunter und überlebte mit zwei Rippenbrüchen, Prellungen und Schürfwunden. Im Krankenhaus von Niagara wurde er vorübergehend in die psychiatrische Abteilung eingewiesen und äußerte dort, seine Aktion in Selbsttötungsabsicht geplant zu haben. Angehörige widersprachen dieser Behauptung und sagten aus, Jones’ Ziel sei gewesen, bekannt zu werden und Arbeit zu finden. Spätere Aussagen von Jones legen nahe, dass er beide Möglichkeiten als Ergebnis in Kauf genommen hatte. Am 19. April 2017 starb Jones nach einem erneuten Sprung.
Am 16. Juni 2012 überquerte der 33-jährige US-amerikanische Hochseilartist Nik Wallenda, Urenkel des berühmten deutschen Akrobaten Karl Wallenda (1905–1978), als erster Mensch die Niagarafälle an den Horseshoe Falls mit Hilfe eines von der amerikanischen auf die kanadische Seite gespannten Drahtseils. Die 330 Meter lange Strecke legte er in circa 25 Minuten zurück. Wallendas Aktion wurde live von dem US-amerikanischen Fernsehsender ABC ausgestrahlt.

## Kraftwerke

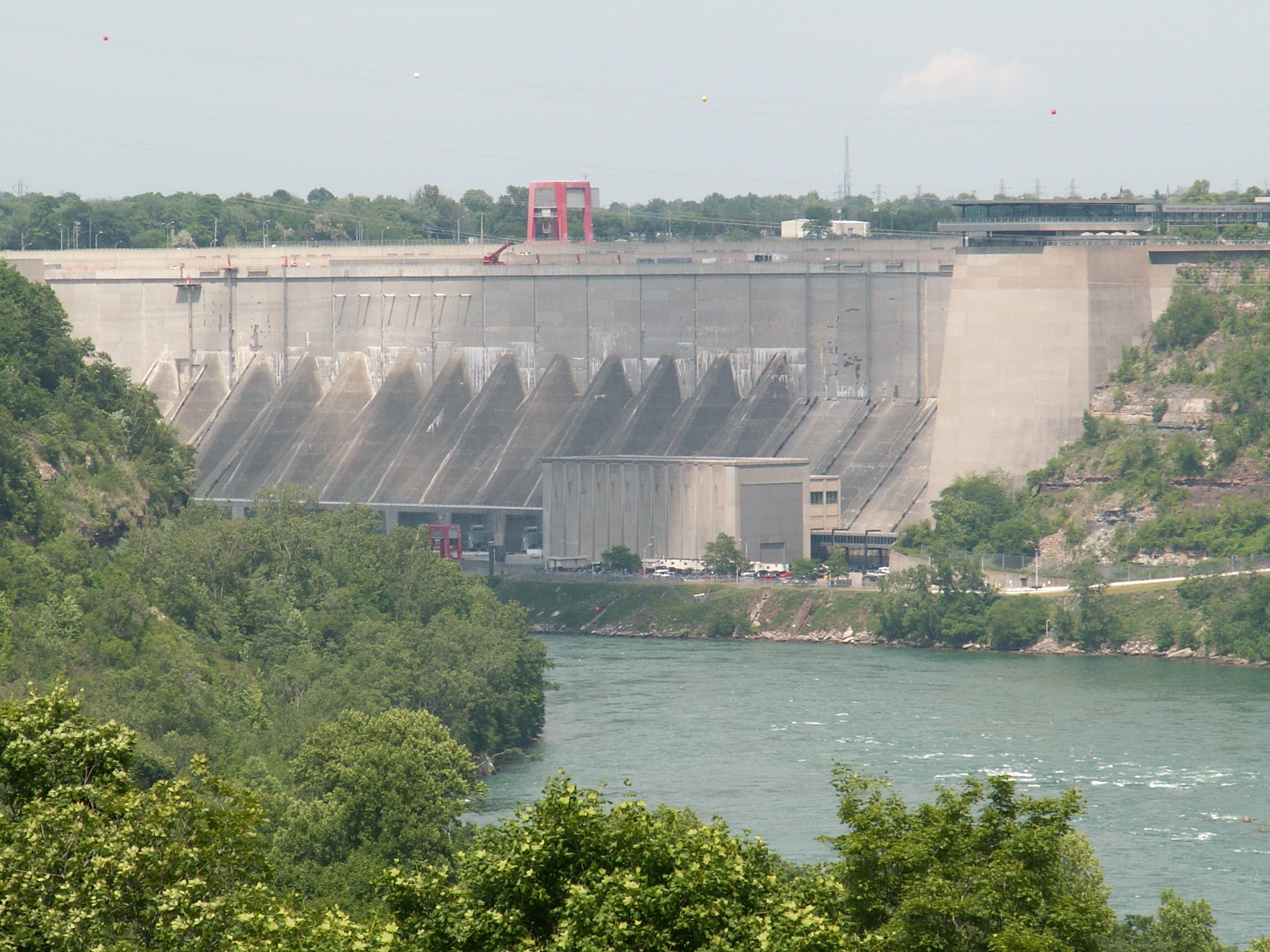
Die Staumauer des Kraftwerks Robert Moses am Niagara River

Seit dem 18. Jahrhundert wird die Wasserkraft entlang des Flusses genutzt; ab 1759 zunächst als Antrieb von Wassermühlen, ab 1882 dann zur Stromerzeugung im ersten Kraftwerk. Die Anlage wurde mit Wasser aus dem Hydraulic Canal betrieben und diente ausschließlich der Erzeugung von Gleichstrom zu Beleuchtungszwecken der unmittelbaren Umgebung. Ab 1886 fanden die Planungen zum Edward Dean Adams Power Plant statt, das Kraftwerk für Wechselspannung wurde 1895 in Betrieb genommen und erreichte eine Leistung von 78,3 MW und war zu der Zeit das weltweit größte Kraftwerk. Der Betrieb des Edward Dean Adams Power Plant wurde 1961 eingestellt, nachdem das neue leistungsfähigere Kraftwerk Robert Moses Niagara mit einer installierten Leistung von 2,4 GW in Betrieb genommen wurde.
Um das Naturschauspiel der Wasserfälle für Besucher nicht zu sehr zu schmälern, unterzeichneten die USA und Kanada 1950 einen Vertrag, in dem festgelegt wurde, dass während der Touristensaison im Tagesmittel maximal 50 % der Gesamtwassermenge zu den Kraftwerken umgeleitet werden dürfen. Außerhalb der Saison steigt der Anteil bis auf etwa 75 %. Als Nebeneffekt der reduzierten Wassermenge verringerte sich auch die Erosion der Fälle merklich.

## Tourismus

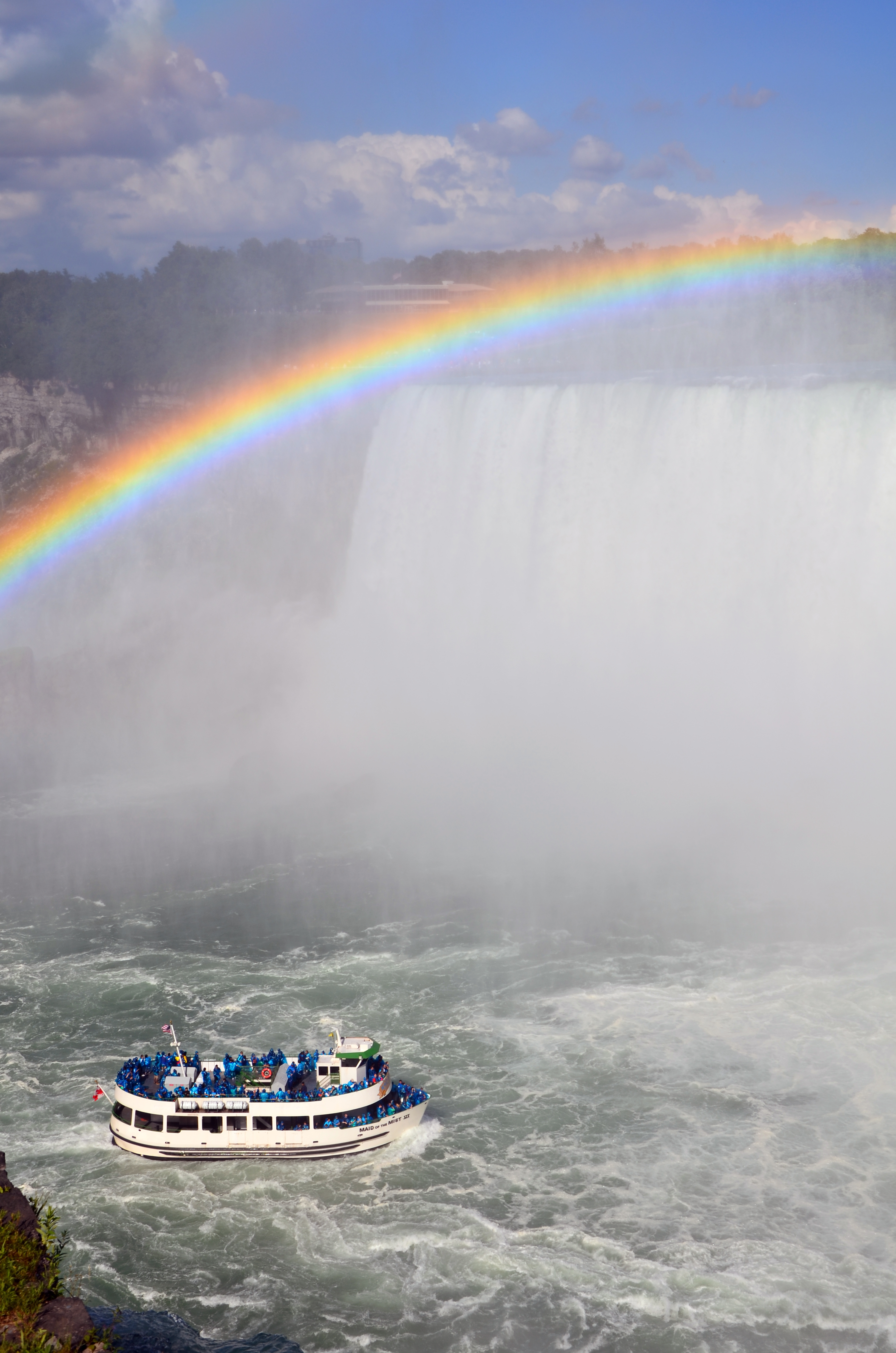
Maid of the Mist-Boot vor den Niagarafällen

Die touristische Erschließung begann ab 1800. Fahrten mit den Maid of the Mist-Booten werden seit 1846 angeboten.
1885 deklarierte der Bundesstaat New York die Niagarafälle als Naturpark, die Kanadier folgten ein Jahr später. Dennoch erhielten die Fälle nie den Status eines UNESCO-Welterbes. Mit mehr als 18 Millionen Besuchern jährlich zählt die Niagararegion zu den beliebtesten Touristenattraktionen Nordamerikas.
Die Maid of the Mist-Bootstouren werden inzwischen auch vom kanadischen Konkurrenzunternehmen Hornblower Niagara Cruises angeboten. Auf kanadischer Seite wurde der Aussichtspunkt Journey Behind the Falls direkt an der Absturzkante angelegt. Auf US-amerikanischer Seite ist der Wanderweg Cave of the Winds errichtet worden, der ebenfalls spektakuläre Ausblicke auf die Fälle bietet.

## Fernsehen und Film
- 1953 entstand der Film Niagara mit Marilyn Monroe.
- 1979 spielten die Fälle eine entscheidende Rolle beim Showdown in Tödliche Umarmung mit Roy Scheider.
- 1980 wurden an den Fällen Teile von Superman II – Allein gegen alle gedreht.
- 2003 entstand die Filmkomödie Bruce Allmächtig (Originaltitel: Bruce Almighty) mit Jim Carrey, in der die Niagarafälle am Anfang des Films eine Rolle spielen.
- 2004 stürzen Homer und Marge Simpson in der Folge Auf der Flucht der Serie Die Simpsons in einer Hüpfburg die Niagarafälle herunter.
- 2004 waren die Fälle Schauplatz der Fernsehserie Wonderfalls.
- 2007 waren die Wasserfälle Vorbild für die Szenen des Weltendes im Film Pirates of the Caribbean – Am Ende der Welt.[23]
- 2009 heiraten Jim und Pam in The Office vor den Niagarafällen, bevor sie sich zu ihrer eigentlichen Hochzeit aufmachen.

## Panoramen

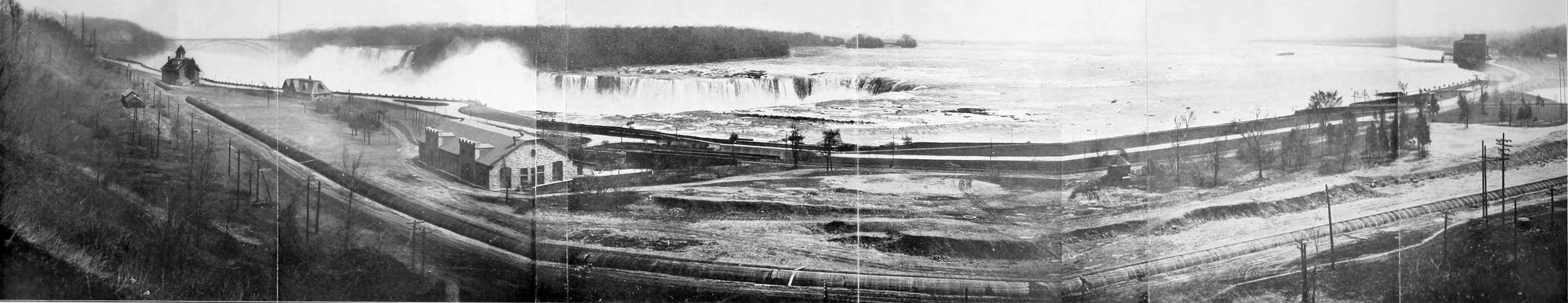
Die Niagarafälle um 1921.

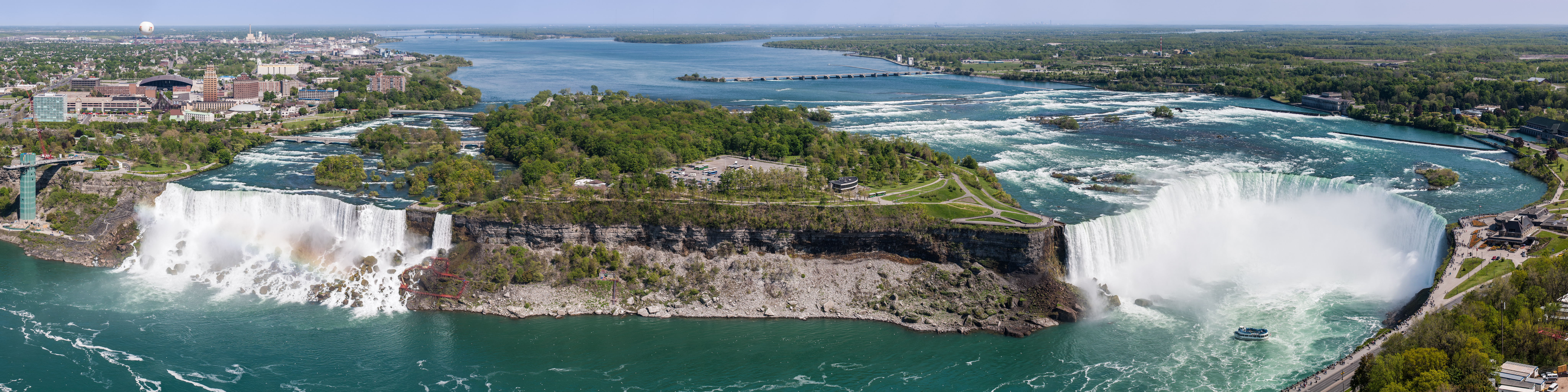
Die Niagarafälle vom Skylon Tower aus gesehen: links die American Falls und die Bridal Veil Falls, rechts die Horseshoe Falls (Mai 2002).

## Namensträger
Die New York Central Railroad bezeichnete ihre Dampflokomotiven der Achsfolge Northern (2'D2') mit dem Namen Niagara.